# 세라 처칠
세라 밀리센트 허마이어니 투셰제슨, 오들리 남작 부인(영어: Sarah Millicent Hermione Touchet-Jesson, Baroness Audley, 1914년 10월 7일 ~ 1982년 9월 24일)은 영국의 배우이자 댄서이며 윈스턴 처칠의 딸이다.